# 17053 Ashayshah
17053 Ashayshah este o planetă minoră (asteroid), cu un diametru de 6,105 km, din centura de asteroizi. A fost descoperită pe 20 martie 1999 la Experimental Test Site⁠(d) de Lincoln Near-Earth Asteroid Research. 
Obiectul prezintă o orbită caracterizată de o semiaxă mare de 2,9368494 UAi, o excentricitate de 0,08, o înclinație de 3,15692 ° în raport cu ecliptica.